# 庭野ハル
庭野 ハル（にわの ハル）は、日本の漫画家。

## 略歴
- 2013年 - 第545回別マまんがスクールにおいて、デビュー賞を受賞。『シュガーズ・マーチ』がデビュー作として『別冊マーガレットsister』に掲載された。

## 作品リスト
全て集英社、マーガレットコミックスから刊行されている。
- 花咲くスワロウ（2017年9月25日発売[1][2]、『別冊マーガレットsister』2016年5月増刊号春フェスVol.1 - 7月増刊号春フェスVol.3、ISBN 978-4-08-845826-7、全1巻）
  - 23:59（『別冊マーガレット』2015年1月号）
  - シュガーズ・マーチ（『別冊マーガレットsister』2013年12月増刊号、デビュー作。）
  - 花咲くスワロウ〜森 朔太郎サイド〜（描きおろし）

### その他
- 別マニアックTOWN[3]（『別冊マーガレット』2017年10月号）

### 単行本未収録作品
- こずえちゃんの交換日記[4]（『別冊マーガレット』2014年3月号別冊ふろく『moi!』1号）
- 初恋テレオロジー[5][6]（『別冊マーガレット』2015年5月号別冊ふろく『dcolle』1号）
- 彼と彼女のエトセトラ（『別冊マーガレットsister』2015年12月増刊号）
- サマー・パラダイムシフト（『ザ マーガレット』2017年10月号）